# Федерація кендо, іайдо та дзьодо України
Федерація кендо, іайдо та дзьодо України — всеукраїнська громадська неприбуткова організація фізкультурно-спортивного спрямування, основною метою діяльності якої є розвиток та популяризація кендо в Україні.
Федерація утворена на базі Київської федерації кендо, яка з 2006 року фактично і займалась розвитком та популяризацією кендо як в м. Києві, так і на всій території України.
Утворенню федерації передувала тривала і кропітка робота, метою якої було виявлення і формування регіональної мережі осередків шанувальників кендо.
Офіційно Федерація зареєстрована в грудні 2009 року.
Починаючи з 2006 року Федерація є організатором щорічного Турніру на Кубок Посла Японії в Україні[джерело?]. Захід традиційно відбувається в Києві щоосені за підтримки Посольства Японії в Україні.
Діяльність Федерації було високо оцінено Всеяпонською федерацією кендо, яка у 2007 році передала українській Федерації 20 комплектів обладунків (богу) для занять кендо.